# Сауд аль-Совади
Сауд Абдуллах Абдуллах аль-Совади (араб. سعود عبدالله عبدالله السوادي‎; родился 10 апреля 1988 года в Йемене) — йеменский футболист, вратарь. В настоящее время выступает за «Ас-Сакр».

## Карьера
Выступает за команду «Ас-Сакр». В 2015 году принимал участие в кубке АФК. Сыграл в 2 матчах.
За сборную Йемена дебютировал 26 января 2008 года. В 2019 году включён в состав сборной на кубок Азии в ОАЭ. Дебютный матч Йемена на кубках Азии против Ирана сложился неудачно для сборной: «красные дьяволы» проиграли со счётом 0:5.